# Ogród Dendrologiczny im. Stefana Kownasa
Ogród Dendrologiczny im. Stefana Kownasa (do 1945 niem. Nemitzer Friedhof) – park miejski położony na terenie szczecińskiego osiedla Niebuszewo-Bolinko. Zajmuje teren 15,5 ha pomiędzy ulicami Niemierzyńską, Żupańskiego i Słowackiego.

## Opis i charakterystyka
Ogród Dendrologiczny został urządzony w latach 1973–1974 na terenie dawnego Cmentarza Majdańskiego, nadano mu imię dra Stefana Kownasa, który wybitnie zasłużył się dla Szczecina organizując i kierując Katedrą Botaniki Akademii Rolniczej. Cmentarz był czynny do początku lat 50. XX wieku, nagrobki znajdowały się tutaj do początku lat 70. XX wieku, kiedy to cmentarz jako poniemiecki został zrównany z ziemią, a następnie przekształcony w park, który na początku nazywano Parkiem Dendrologicznym.
Do czasów współczesnych wyraźny jest cmentarny układ parkowych alejek, o przeszłości parku świadczą także równe tarasy na stokach wzdłuż których umiejscowione były nagrobki, schody (deniwelacja terenu parku wynosi 13,5 m), fragment muru cmentarnego (od ulicy Niemierzyńskiej). Z tablic nagrobnych i fragmentów nagrobków wykonano murki otaczające park od strony północnej i południowej. Potwierdzają one fakt wykorzystywania niemieckich nagrobków jako budulca.
Ogród nie posiada dużej ilości drzew egzotycznych, natomiast w przeważającej części są to egzemplarze wiekowe i posiadają pokaźne rozmiary (obwód pnia nierzadko wynosi powyżej 200 cm). Badania dendrologiczne pozwoliły odnotować występowanie 82 gatunków i odmian drzew i krzewów. Wśród najstarszych liczną grupę stanowią buki, w tym buk zwyczajny, buk zwyczajny w odmianie zwisającej (Fagus sylvatica ’Pendula’) i w formie purpurowej (Fagus sylvatica ’Atropunice’). Do wyjątkowo rzadko występujących należą rosnące tu dwa drzewa odmiany purpurowej trójbarwnej (różowobrzegiej) buka zwyczajnego (Fagus sylvatica 'Purpurea Tricolor' ), których obwód pni liczy 182 cm i 225 cm. W Ogrodzie rosną też wiekowe dęby szypułkowe i dęby bezszypułkowe.
Układ alej na terenie pozostał typowy dla miejskiego cmentarza, aleje te są wysadzane dębami szypułkowymi, lipami drobnolistnymi, kasztanowcami kwitnącymi na różowo i czerwono oraz sosnami wejmutkami. W części położonej od ulicy Słowackiego rośnie brzoza brodawkowata w odmianie strzępolistnej oraz topole czarne. Dawną funkcję parku oddają okazy drzew w odmianach zwisających, które często bywają sadzone na cmentarzach. Oprócz takiej buczyny występuje tu także „płacząca” ww. odmiana jesionu.
Ponadto w Ogrodzie Dendrologicznym można spotkać: jesiony wyniosłe (również w odmianie zwisającej), na jednym z nich o obwodzie pnia 267 cm rośnie się kwitnący i owocujący bluszcz pospolity z dwoma zrośniętymi tuż nad ziemią pędami, posiadającymi razem obwód 201 cm – co stanowi ewenement; ponad 300 cisów pospolitych (w formie drzewiastej i krzewiastej), cis pospolity w odmianie złocistej i irlandzkiej, choinę kanadyjską, a także egzemplarze żywotnika olbrzymiego.
Na terenie parku znajduje się kilka polodowcowych głazów, z których patronem największego jest Juliusz Słowacki (imię to nadano w 1999 r., kiedy to przypadała 150 rocznica śmierci poety), drugi stojący na postumencie przy wejściu do parku ma zamocowany metalowy liść dębu i napis informujący o patronie Ogrodu.

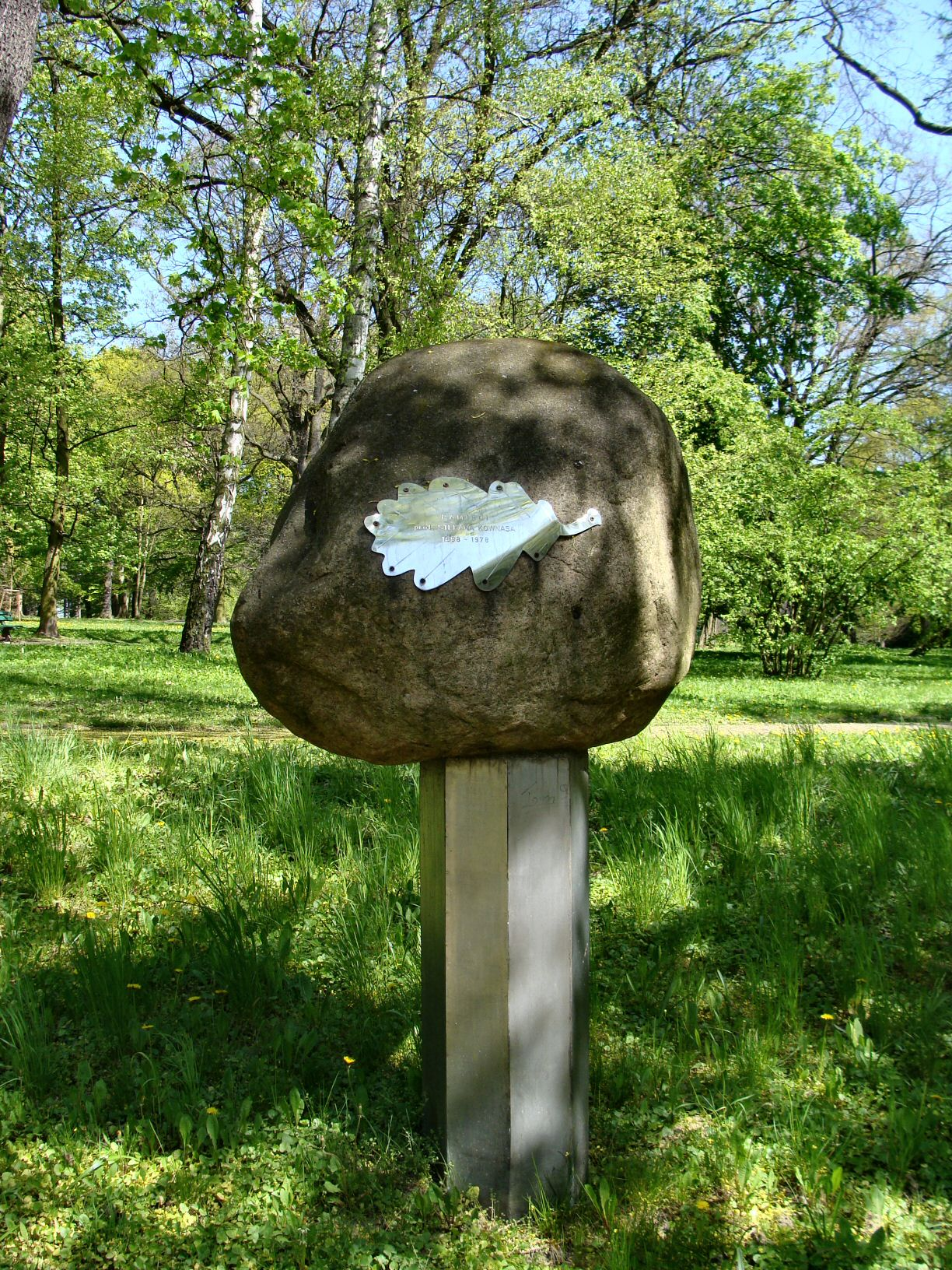
Pomnik przy wejściu do Ogrodu Dendrologicznego
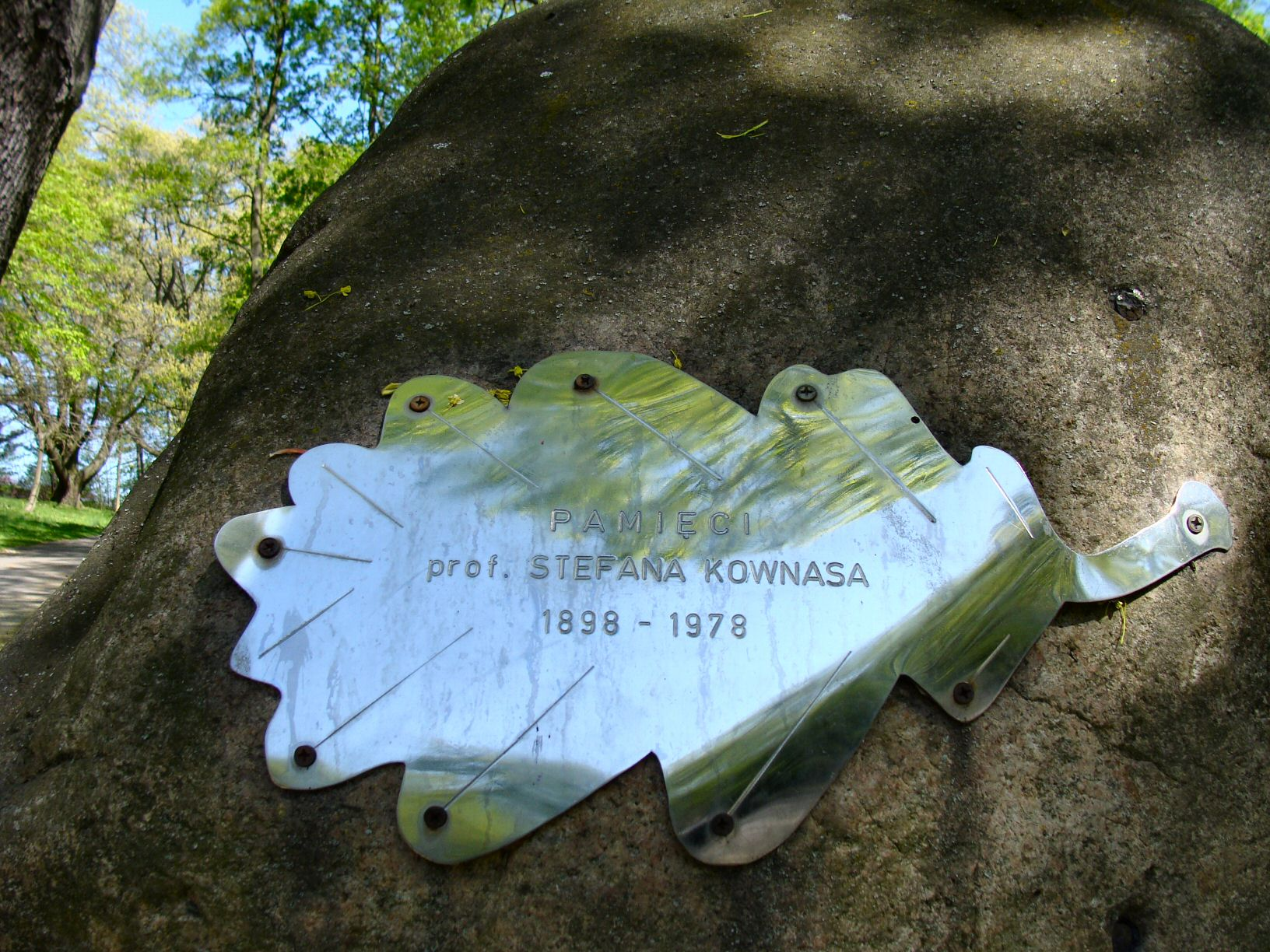
Plakieta upamiętniająca prof. Stefana Kownasa
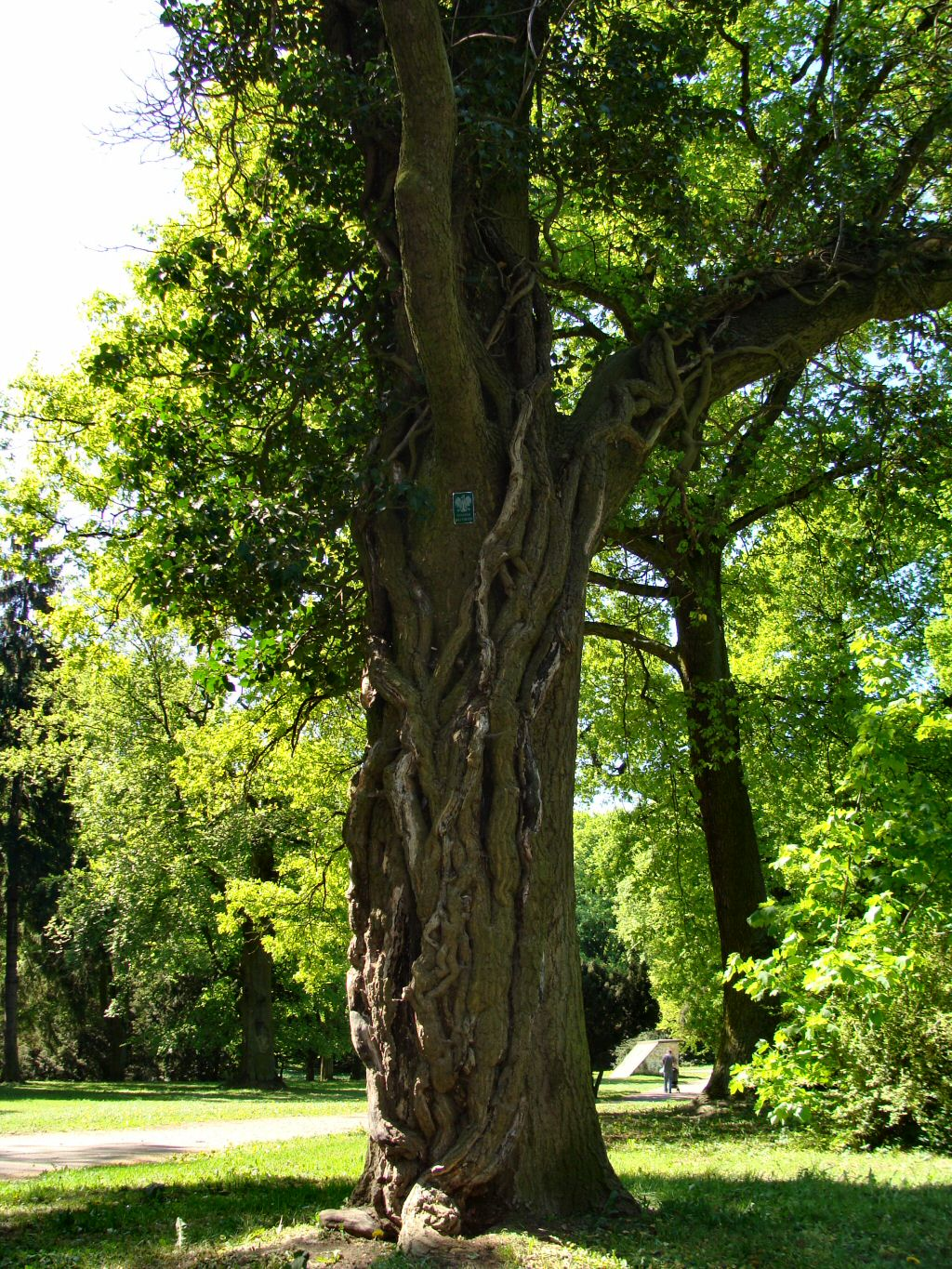
Jesion z bluszczem (pomnik przyrody)